# Димитър Солунски
Вижте пояснителната страница за други личности с името Свети Димитър.
Свети великомъченик Димитър Солунски Чудотворец или Свети Димитър (на гръцки: Άγιος Δημήτριος της Θεσσαλονίκης) е християнски светец.

## Биография
Роден е в Солун през III век. Неговият баща бил управител на града, а по религиозни убеждения – християнин. Когато родителите на Димитър умират, император Максимиан го назначава на висок военен пост със заповед да преследва християните. Покръстеният като дете Димитър обаче ги покровителствал и започнал да насърчава разпространението на Христовата вяра.
Според източниците, при връщането си от поход от източната част на Римската империя, Максимиан спрял в Солун и поискал от Димитър да се откаже от вярата си, но никакви увещания не помогнали. Димитър бил хвърлен в тъмница, а прочутият борец Лий предизвикал на борба осъдените християни и ги убивал, като ги хвърлял в пропаст върху копия, забити с острието нагоре. Оръженосецът на Димитър – Нестор изпросил разрешение от господаря си да премери сили с Лий и успял да го победи, хвърляйки го в пропастта. Затова по нареждане на императора Нестор бил обезглавен, а Димитър – прободен с копие в 306 година.
За дата на смъртта на великомъченика се сочи 26 октомври. Според легендата, преди смъртта си Димитър предал имането си на роба си Луп, който след смъртта на господаря си прибрал и пръстена и дрехите му, напоени с кръв, които церяли вярващите солунчани.
Мощите на светеца също били запазени и положени в сребърен ковчег, в малък каменен храм, в който също се случвали чудеса. Според преданието от мощите течало благовонно миро и затова Църквата го нарекла Свети Димитър Мироточиви. Паметници от X век споменават мироточивите му мощи. Днес те се съхраняват в базилика на мястото на малкия храм.
Чудотворната сила на Свети Димитър е причина той да бъде почитан като покровител на град Солун. В деня на неговата памет в Солун се стичат поклонници от цял свят, но особено много от Балканите. Частици от неговите мощи се съхраняват в манастира Ватопед, Панталеймоновския и Ксенофския манастир.
В иконографията Свети Димитър се изобразява като светец воин. В ранните иконографски типове обикновено е представен в допоясно изображение, или в иконите от царския ред на иконостаса – седящ на трон. В тези случаи обикновено пронизва с копие или меч скорпион. След XVI век, заедно с други светци воини, е представен като един от конниците на апокалипсиса – той язди червен кон. В тези изображения Свети Димитър убива някакъв символ на злото. В много български икони неговото копие пронизва Василий II Българоубиец или турчин. В гръцката иконография жертвата е българският цар Калоян, тъй като гръцките православни вярват, че именно Свети Димитър е спасил Солун през 1207 убивайки българския цар Калоян, който бил обсадил града, в Русия – татарин, т.е. формално злото се асоциира с някой, който конкретно го олицетворява в някакъв исторически етап и среда. Православните църкви, с цел да изгладят възможните националистични тълкувания на иконографията, приемат, че жертвата на Свети Димитър е антихристът.
По време на Втората българска държава Свети Димитър е сред най-почитаните светци и най-вече в столицата Търново. Първите Асеневци смятат Свети Димитър за свой покровител.